# لارس بوم
لارس بوم (هلندی: Lars Boom؛ زادهٔ ۳۰ دسامبر ۱۹۸۵) دوچرخه‌سوار اهل هلند است.
از باشگاه‌هایی که در آن رکاب زده‌است می‌توان به تیم آستانه، تیم دوچرخه‌سواری رابوبانک دولوپمنت و تیم لوتوان‌ال–یومبو اشاره کرد.
وی در مسابقات کشوری و بین‌المللی در مجموع برندهٔ ۴ مدال طلا، ۱ مدال نقره شده‌است.